# Georg Wenzeslaus von Knobelsdorff
Georg Wenzeslaus von Knobelsdorff (Krosno Odrzańskie, 1699. február 17. – Berlin, 1753. szeptember 16.) német építész. Fontos szerepet játszott a rokokó stílus kialakításában.

## Élete
Eleinte porosz tiszt volt, 1729-ben mint százados megvált szolgálatából, hogy építészettel és festéssel foglalkozzon. 1736–1737-ben Itáliába ment tanulmányútra, majd hazatérve a későbbi Nagy Frigyes szolgálatába állt. Az ő költségén utazta be 1740-ben Franciaországot, majd az összes porosz állami építmény felügyelője, a kastélyok és kertek főintendánsa lett. 

## Munkássága

### Építészként
- A Rheinsberg kastély átépítése (1737–1739),
- a berlini operaház felépítésével (1741–1743) a színházépítés új korszakát nyitotta meg,
- a Sanssouci kastély Potsdamban (1745–1747),

- megnagyobbította a charlottenburgi kastélyt  és

- a potsdami városházát

stb.

### Festőként
Mint festő leginkább arc- és tájképfestőként tűnt ki.
Emellett jó grafikus is volt.